# Sección de mujeres

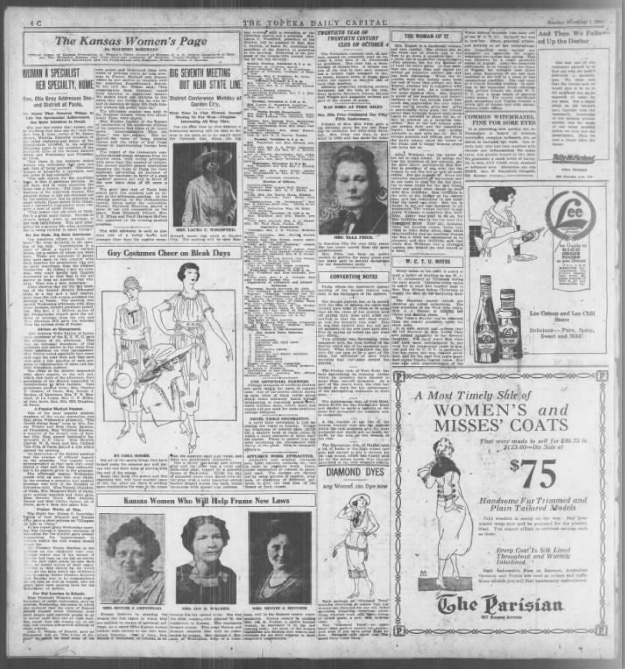
Sección de mujeres "The Kansas Women's Page" del periódico Topeka Daily Capital en 1920

La sección de mujeres (a veces llamada página de inicio o página de mujeres) de un periódico era una sección dedicada a cubrir noticias que se suponía que eran de interés para las mujeres. Las secciones de mujeres comenzaron en el siglo XIX como páginas de sociedad y con el tiempo se transformaron en secciones de reportajes en la década de 1970. Aunque fueron denigradas durante gran parte de ese período, tuvieron un impacto significativo en el periodismo y en sus comunidades.

## Historia

### Las primeras páginas de mujeres

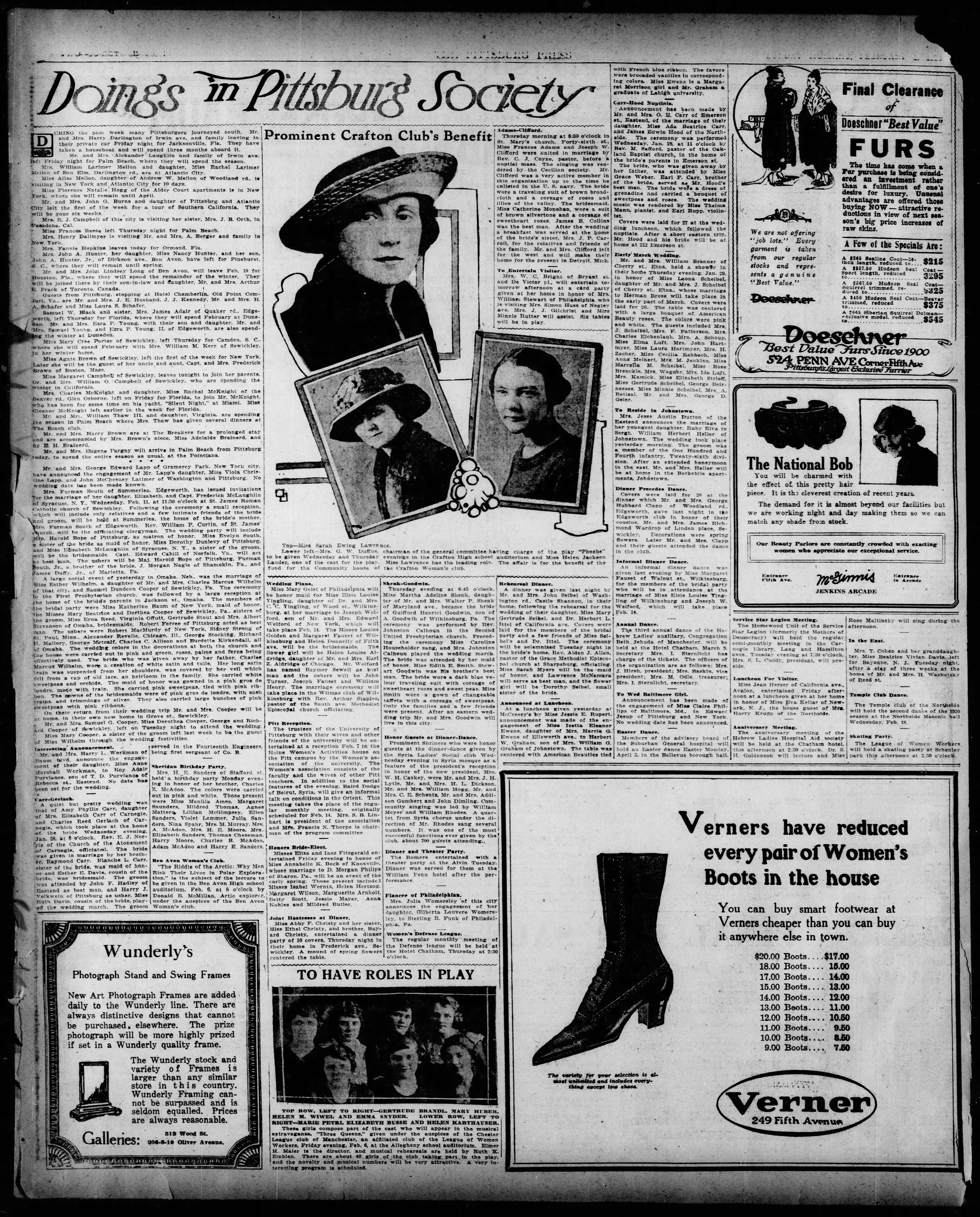
Página de sociedad "Doings in Pittsburg Society" del periódico The Pittsburg Press, el 1 de febrero de 1920

En 1835 el director del New York Herald, James Gordon Bennett Jr., creó la primera página de la sociedad del periódico. En las dos últimas décadas del siglo, un "abigarrado conjunto" de historias presuntamente de interés para las mujeres comenzó a reunirse en una sola sección de los periódicos de Gran Bretaña, Canadá y los Estados Unidos.
En las décadas de 1880 y 1890, directores de periódicos como Joseph Pulitzer comenzaron a desarrollar secciones de sus periódicos para atraer a mujeres lectoras, en las que estaban interesados los anunciantes. La industrialización había aumentado significativamente el número de productos de consumo de cada marca, y los anunciantes se dieron cuenta de que las mujeres eran las principales encargadas de comprar para sus hogares. La publicidad en las secciones de mujeres se centraba en los grandes almacenes. Los propietarios de los periódicos competían por las lectoras, que aumentaban las ventas de suscripciones y los anunciantes las reconocían como las principales responsables de las compras familiares. El historiador de prensa Gerald Baldasty dijo que "para la industria de los periódicos, el encanto de una mujer era puramente financiero".
Las secciones se centraron en lo que se llamó las "cuatro efes" por su denominación en inglés: "family, food, furnishings and fashion" (familia, comida, mobiliario y moda), así como en las noticias de sociedad y las columnas de consejos y recetas. La mayoría de las mujeres que aparecían en las secciones eran esposas, hijas o novias de hombres destacados. Los periódicos normalmente contrataban mujeres para atender estas secciones.
La popularización de las páginas de mujeres coincidió con la primera ola del feminismo. El investigador de medios de comunicación Dustin Harp dijo que no encontró evidencia de que las mujeres de la época no vieran estas secciones de manera positiva, ya que ofrecían una rara oportunidad de expresión, pero también conjeturó que las feministas podían haber tenido una mezcla de reacciones ya que estas páginas también reforzaban los estereotipos.
Ya en 1886, el New York World tenía columnas dirigidas a mujeres. En 1891, los dominicales tenían una página de cobertura de moda y sociedad, y en 1894 los números diarios llevaban una página titulada "For and About Women" (Para y sobre mujeres). Al llegar a 1900, muchos periódicos de las ciudades tenían una sección de mujeres que cubría la sociedad y la moda.
Hacia 1920, en las universidades se enseñaba el periodismo de las "páginas de mujeres", a veces llamado como "periodismo de hogar". En 1949, en las clases de periodismo sobre las páginas de mujeres de la Universidad de Columbia se indicaba que las noticias de "crisis, desastres, tragedias" debían aparecer en las primeras páginas, mientras que las páginas interiores eran "como el interior de un hogar" y que las mujeres periodistas debían contribuir centrándose en temas saludables y estimulantes para la sección de mujeres. De acuerdo con el investigador de medios de comunicación Jan Whitt, este planteamiento implicaba que sólo los hombres periodistas entendían y podían escribir sobre noticias serias.
Además de verse impedidas de trabajar en otros departamentos, las mujeres periodistas que trabajaban en la sección de mujeres eran a menudo denigradas por los hombres periodistas. Sus espacios de trabajo recibían nombres como "gallinero". Durante décadas, la mayoría de las mujeres periodistas trabajaron en secciones para mujeres.

### Segunda Guerra Mundial
Como en muchos campos, las oportunidades de periodismo para las mujeres estadounidenses cambiaron drásticamente durante la Segunda Guerra Mundial. Muchos hombres dejaron sus trabajos para ir a la guerra, y las mujeres fueron aprovechadas para realizar esos trabajos, que antes de la guerra sólo estaban permitidos a los hombres. Muchas mujeres fueron obligadas a firmar renuncias aceptando dejar esos trabajos cuando la guerra terminara, pero durante la guerra las periodistas desarrollaron sus habilidades e intereses para incluir la cobertura de noticias serias, y volvieron a sus antiguos puestos con esos nuevos conocimientos. A muchas, como Dorothy Jurney, se les pidió que entrenaran a sus reemplazos masculinos antes de ser relegadas de nuevo a la sección de mujeres. A Jurney le dijo el director general que no podía optar al cargo de directora de su ciudad por ser mujer.

### Después de la Segunda Guerra Mundial
En los años posteriores a la Segunda Guerra Mundial, muchas periodistas y editoras de páginas de mujeres, muchas de las cuales habían cubierto noticias serias durante la guerra, intentaron cambiar el enfoque de las secciones de mujeres para cubrir noticias de interés significativas e importantes para las mujeres. La investigadora en medios de comunicación Kimberly Wilmot Voss dijo de este período que las secciones de mujeres "se hicieron valer". Las secciones se hicieron más grandes y cubrieron un contenido cada vez más progresivo, pero "las percepciones de que las secciones eran inútiles continuaron durante años".
Después de 1960, la tendencia continuó y algunas secciones de los periódicos cubrían historias que no se trataban en las secciones de noticias, como las denuncias de los hogares de acogida del condado, las historias sobre la violencia doméstica, los derechos reproductivos, y otros temas trascendentes. Marie Anderson del Miami Herald dirigió su sección para interrumpir la cobertura de los temas de sociedad. Bajo su liderazgo, la sección ganó tantos premios Penney-Missouri en los años 60 que se pidió al periódico que se retirara de la competición. Estas tendencias fueron promovidas por periódicos metropolitanos más pequeños como el Miami Herald, el Dallas Times-Herald y el Detroit Free Press. Muchos de los principales periódicos estadounidenses tardaron en seguirlas, incluyendo el The New York Times, cuya sección de mujeres se denominó "Food, Fashion, Furnishings, and Family" (Comida, moda, mobiliario y familia) hasta 1971.

### Premios J. C. Penney-Missouri
En Estados Unidos, los premios J. C. Penney-Missouri (a menudo llamados los premios Penney-Missouri y más tarde los premios de Periodismo de Estilo de Vida de Missouri) fueron los premios más prestigiosos para la redacción y edición de páginas de mujeres, y el único reconocimiento específico a nivel nacional para el periodismo de páginas de mujeres. Los premios se inauguraron en 1960 y reconocían las secciones de mujeres con contenido vanguardista que cubrían historias distintas a las noticias de sociedad, clubes y moda. A menudo se los describía como los Pulitzer del periodismo de páginas de mujeres en una época en la que la mayoría de las coberturas de estas secciones no se consideraban dignas de otros premios de periodismo más prestigiosos.
Las presentaciones de los premios de cada año estuvieron acompañadas de influyentes trabajos que animaron a las editoras de páginas de mujeres a centrarse en temas más trascendentes e innovadores. La ponente de 1966, Marjorie Paxson, dijo a las asistentes: "Es hora de que empecemos a poner algunas noticias serias en (nuestras páginas). Es hora de que aceptemos la responsabilidad de concienciar a nuestras lectoras". Dado que las mujeres no fueron aceptadas en ese momento en la Society of Professional Journalists, estos seminarios representaron una importante oportunidad de establecer contactos que, de otra manera, no eran disponibles para las mujeres periodistas.
Rodger Streitmatter, que escribe en la revista académica Journalism History, atribuye a los premios el haber ayudado a cambiar el periodismo de páginas de mujeres de las temáticas tradicionales a la cobertura de historias más relevantes.

### El movimiento feminista
La segunda ola del feminismo en las décadas de 1960 y 1970 coincidió con los movimientos de los periódicos para sustituir las páginas de las mujeres por secciones de reportajes y estilos de vida. Mientras que las editoras de páginas de mujeres presionaban a sus directores para que les permitiera cubrir cuestiones importantes para las mujeres, muchas feministas criticaban la idea misma de las noticias "femeninas", argumentando que las noticias importantes para las mujeres eran noticias que debían ser cubiertas en la sección principal del periódico y que la segregación de las noticias de mujeres dentro de una sección marginaba esa noticia e indicaba implícitamente que el resto del periódico era para los hombres. Creían que las llamadas "secciones de mujeres" debían ser eliminadas.
Muchas directoras de páginas de mujeres se consideraban parte o partidarias del movimiento feminista y estaban orgullosas de su papel en la cobertura de temas importantes para las lectoras. En muchos periódicos la única cobertura del movimiento de las mujeres se hacía dentro de la sección de mujeres. El anuncio de 1965 de la formación de la Organización Nacional de Mujeres se encontraba entre un artículo sobre los almacenes Saks Fifth Avenue y una receta de relleno de pavo.
Las páginas de mujeres de la época fueron acusadas de hablar mal de las mujeres. Un editorial de Glamour de 1971 se preguntaba: "¿Qué ha hecho últimamente tu editora de páginas de mujeres por ti?" y argumentaba que estas secciones reducían a las mujeres a los roles tradicionales.
En 1978, la socióloga Cynthia Fuchs Epstein argumentó que las noticias del movimiento de las mujeres no pertenecían a la sección de mujeres porque "con sólo aparecer allí, las historias mantienen el statu quo, ya que dicen tanto a hombres como a mujeres que las noticias de feminismo no son de interés general". Ese mismo año Harvey Molotch escribió que las noticias eran "esencialmente hombres hablando con hombres. Las páginas de las mujeres son una excepción deliberada: aquí se da el caso de que las mujeres que trabajan para los hombres hablan con las mujeres. Pero en términos de información importante... las mujeres no están normalmente presentes".
Según la investigadora de medios de comunicación Kimberly Voss, el argumento de que si se eliminaban las páginas de mujeres, las noticias de importancia para las mujeres acabarían en las primeras páginas resultó ser incorrecto. Y, en cambio, gran parte de ellas simplemente no aparecieron en los periódicos tras la eliminación de la sección de mujeres.
En 1993, el investigador de medios de comunicación M. Junior Bridge descubrió que la incidencia de referencias a mujeres en la portada del The New York Times sólo había aumentado al 13% de los nombres mencionados, frente al 5% de 1989. Su director general, Max Frankel, reaccionó al anuncio de este estudio sugiriendo que aparecerían más mujeres en la portada si ésta "cubriera los tés locales".

### Reportajes
En 1969, The Washington Post, bajo el liderazgo de Benjamin Bradlee, reemplazó la página de mujeres "For and About Women" (Para y sobre las mujeres) con una sección llamada "Style" (Estilo), que fue diseñada para atraer a una mayor audiencia. El periódico Los Angeles Times siguió con "View" (Ver) al año siguiente y pronto los periódicos de ciudades de todo Estados Unidos dejaron de publicar secciones explícitamente nombradas para mujeres en favor de secciones de "estilo de vida". Según Harp, esto representó el "nacimiento de la sección de reportajes de hoy en día". Las noticias de sociedad casi desaparecieron de estas secciones, y los anuncios de boda y las noticias de clubes se convirtieron en segmentos menores de la mayoría de los periódicos.
En muchos casos, las editoras que habían estado dirigiendo las secciones de mujeres fueron degradadas y se instalaron editores masculinos para dirigir las nuevas secciones de reportajes. Esto le ocurrió dos veces a Marjorie Paxson, cuando dos periódicos diferentes eliminaron sus secciones de mujeres, que ella había estado dirigiendo, la degradaron y contrataron a un hombre en su lugar.

### Reanudación de las secciones de mujeres
A finales de los 80, algunos periódicos volvieron a introducir secciones explícitamente diseñadas para atraer a las mujeres lectoras. El Chicago Tribune llamó a su sección "WomanNews" (Noticias de mujeres). Ya en 2006 la sección se incluyó en la de reportajes de los miércoles llamada "Tempo".

## Impacto
Las secciones de mujeres, aunque marginadas por otros periodistas y por miembros del movimiento feminista, hicieron importantes contribuciones en sus comunidades. Trabajando con clubes de mujeres locales (otro grupo a menudo denigrado) algunas secciones de mujeres señalaron problemas de la comunidad y ayudaron a desarrollar soluciones. Las secciones de mujeres en algunas áreas metropolitanas fueron instrumentales en el establecimiento de programas sociales y bibliotecas. En un discurso de los años 60, Marie Anderson les dijo a las periodistas de las páginas de mujeres: "Convertíos en una fuente de motivación en vuestra comunidad. Si vuestra ciudad no hace algo, llamad la atención sobre ello". Las directoras de los clubes de muchas áreas metropolitanas organizaron talleres para formar a las líderes de los clubes locales en la creación y descripción de proyectos que hicieran su trabajo digno de ser noticia. Las periodistas alentaron a las mujeres de los clubes primero a abordar el trabajo de interés periodístico y luego a escribir comunicados de prensa útiles para la selección y el desarrollo de las historias. Esta labor animó a los clubes de mujeres a mejorar su programación, lo que dio lugar a una labor significativa por parte de estos espacios que anteriormente habían sido principalmente para encuentros sociales.
Algunas directoras de secciones de mujeres desarrollaron políticas inclusivas, a menudo antes que las otras secciones del periódico. El Miami Herald publicó una serie de perfiles de residentes negros en 1962, "mucho antes de que las primeras páginas del periódico abordaran las desigualdades sociales". Edee Greene, del Fort Lauderdale News, publicó fotos de novias negras antes de que se hiciera en la mayoría de los periódicos. En 1968, la directora de la revista Ebony Ponchitta Pierce fue invitada por la Association for Women in Communications (fundada como Theta Sigma Phi) a escribir un artículo para la publicación de la asociación profesional Matrix sobre la inclusión de mujeres negras en las páginas de mujeres.
En los años 60, muchas secciones de mujeres de los periódicos de las ciudades cubrían temas sociales, que no solían aparecer en las secciones de noticias. Las páginas de mujeres de algunos periódicos cubrían la violencia doméstica, la Enmienda de Igualdad de Derechos, el aborto, la sífilis, las prisiones de mujeres, la prostitución, el abuso de menores y otros temas antes de que lo hicieran las secciones de noticias de sus periódicos. La investigadora de medios de comunicación Julie Golia concluyó que el periodismo de las secciones de mujeres ha sido "infravalorado por contemporáneos y estudiosos como si todo fuera una basura" y que "durante mucho tiempo se ha malinterpretado porque nadie ha realizado un análisis en profundidad de varias décadas de contenido y evolución". Kimberly Voss llegó a la conclusión de que ayudaron a cambiar la industria de los periódicos.

## Periodistas destacadas

### Reporteras, fotógrafas y columnistas

#### Australia
- Agnes Goode
- Harriet Hooton
- Ethel Knight Kelly
- Antoinette Kensel Thurgood

#### Bangladés
- Iffat Ara

#### Canadá
- Gladys Arnold
- Francis Marion Beynon
- Sarah Anne Curzon
- Joan Fraser
- Elizabeth Smart
- Jane Jacobs
- Ethel Knight Kelly
- Florence Randal Livesay
- Harriet Dunlop Prenter
- Savella Stechishin

#### Chile
- Sara Hübner de Fresno

#### Cuba
- María Collado Romero

#### Inglaterra
- Ruth Adam
- Frances Cairncross
- Judith Cook, fundó una organización antinuclear a partir de columnas en las páginas de mujeres
- Frederick Cunliffe-Owen
- Sarah Anne Curzon
- Liz Forgan
- Winifred Fortescue
- Patience Gray
- Nora Heald
- Jeannie Mole
- Constance Peel
- Susanne Puddefoot
- Jean Stead
- Dawn Langley Simmons
- Evelyn Sharp
- Mary Stott
- Jill Tweedie

#### Etiopía
- Sophia Yilma

#### Francia
- Germaine Degrond
- Hélène Gordon-Lazareff

#### Irlanda
- Maeve Binchy
- Mary E.L. Butler
- Louisa Watson Peat

#### Nueva Zelanda
- Eileen Duggan
- Esther Glen
- Kate Evelyn Isitt
- Alice Woodhouse

#### Nigeria
- Adaora Lily Ulasi

#### Palestina
- Asma Tubi

#### Filipinas
- Eugenia Apostol

#### Polonia
- Dina Blond

#### Escocia
- Dorothy-Grace Elder
- Evelyn Irons

#### Sri Lanka
- Vijita Fernando

#### Ucrania
- Savella Stechishin

#### Estados Unidos
- Emilie Frances Bauer
- Nikki Beare
- Marion Howard Brazier
- Nell Brinkley
- Caro Crawford Brown
- Louise Bryant
- Fanny Butcher
- Vivian Castleberry
- Craig Claiborne, crítica gastronómica cuyas columnas aparecieron por primera vez en las páginas para mujeres del The New York Times.[12]
- Charlotte Reeve Conover
- Dorothy Dix
- Robin Chandler Duke
- India Edwards
- George Elliston
- Gloria Emerson
- Martha R. Field
- Doris Fleischman
- Mary Nogueras Frampton
- Mary Garber
- Charlotte Giesen
- Anna Roosevelt Halsted
- Marguerite Harrison
- Marj Heyduck
- Primrose Rupp Hinton
- Ruth Langdon Inglis
- Jane Jacobs
- Selma James
- Elizabeth Jordan
- Sophie Kerr
- Gerri Major
- Marie Manning, creó la primera columna de consejos
- Louise Markscheffel
- Mary Margaret McBride
- Miriam Michelson
- Maury Henry Biddle Paul, acuñó el término Café Society
- Louisa Watson Peat
- Pearl Rivers
- Jane Roberts
- Martha Root
- Gail Sheehy
- Rebecca Stiles Taylor
- Lillian Beynon Thomas
- Antoinette Kensel Thurgood
- Nina Totenberg
- Ralph Waldo Tyler
- Ina Eloise Young

### Directoras
- Marie Anderson
- Eugenia Apostol
- Eileen Ascroft
- Ernestine Carter
- Vivian Castleberry
- Nancy Dexter
- Colleen Dishon
- Prudence Glynn
- Dorothy Jurney, la "madrina de las secciones de mujeres"
- Marjorie Paxson